# J・パーネル・トーマス
ジョン・パーネル・トーマス（John Parnell Thomas, 1895年1月16日 - 1970年11月19日）は、アメリカ合衆国の株式ブローカー、政治家である。ニュージャージー州選出の連邦下院議員として共和党から7期当選した。後に汚職の罪で連邦刑務所に9ヶ月間服役した。

## 生い立ちと初期のキャリア
ジョン・パーネル・フィーニー・ジュニア（John Parnell Feeney Jr.）としてニュージャージー州ジャージーシティで生まれ、1919年にジョン・パーネル・トーマスに改名した。彼はカトリック教徒として育ったが、後にエピスコパリアンとなった。
高校卒業後はペンシルベニア大学で学んだ。1917年にアメリカが第一次世界大戦に参戦すると彼はアメリカ陸軍の一員として海外に派遣された。1919年に除隊されるとその後18年間はニューヨークで投資証券や保険業に従事した。
1925年にニュージャージー州アレンデールの市政に進出し、議員に当選し、さらに1926年から1930年まではアレンデール市長に就任した。1935年にニュージャージー州下院議員に2年任期で選出された。1936年にトーマスはランドルフ・パーキンズの死去により発生した空席を埋める形でニュージャージー州第7選挙区より共和党の連邦下院議員に選出された。その後6度再選された。

## 反共産主義
連邦議員時代のトーマスはフランクリン・D・ルーズベルト大統領と彼のニューディール政策に反対し、大統領の政策が「資本主義を破壊した」と主張して保守派の立場を貫いた。トーマスは連邦劇場計画への政府支援に反対し、「連邦劇場計画の後援の下で上演されるほとんどすべての演劇は共産主義やニューディールのための単なるプロパガンダである」と断言した。

## 復員
大戦後のトーマスはアメリカ軍の早期復員を訴えた。1946年、トーマスはドワイト・D・アイゼンハワー将軍をこの問題について話し合うために自分のオフィスに招いた。しかしながらアイゼンハワーが目にしたのは赤ん坊を抱いた兵士の妻たちが座るテーブルであった。報道カメラマンたちは激怒するアイゼンハワーの写真を撮った。

## 下院非米活動委員会
1946年11月の選挙で共和党が第80議会の実権を握るとトーマスは下院非米活動委員会（HUAC）の委員長に任命された。この時期の同委員会は「トーマス委員会」（"Thomas Committee"）とも呼ばれた。1947年5月、トーマスは映画脚本家組合のメンバーが共産主義を映画コンテンツに侵入させていると考え、それを暴露させるためにハリウッドに赴いて映画産業の重鎮たちと会談した。その後ワシントンD.C.に戻った彼は委員会の焦点を映画産業に従事する「破壊者」と呼ばれる人々に移した。
1947年10月、トーマスの下でHUACは共産主義者の疑いのある者を召喚して尋問を行った。この召喚により、憲法修正第1条を理由に委員会の質問に答えない「ハリウッド・テン」が議会侮辱罪で有罪判決を受けて投獄されることとなった。

## 汚職容疑と投獄
著名なアメリカのコラムニストであるジャック・アンダーソンとドリュー・ピアソンはトーマスと委員会のやり方に批判的であった。
トーマスの腐敗行為に関する噂は彼の秘書であるヘレン・キャンベルがピアソンに文書を送り、それをもとにピアソンが1948年8月4日の新聞記事でトーマスの腐敗を暴露した。不正行為は1940年の元日より始まっており、トーマスはキャンベルの姪のマイラ・ミッドキフとメイドのアーネット・マイナーを事務員扱いして給料を振り込んでいた。ミッドキフには年間およそ1200ドルが支払われ、その給与全額がトーマスにキックバックされていた。この工作によりトーマスは納税額も低く抑えていた。これは4年間にわたって続けられていた。この結果、トーマスとキャンベルは大陪審に給与詐欺の容疑で召喚されることとなった。
トーマスは憲法修正第5条を根拠として質問への回答を拒否した。起訴されたトーマスは詐欺で有罪判決を受け、罰金と18ヶ月の禁固刑を言い渡された。1950年1月2日に彼は議員を辞職した。
トーマスはダンベリー刑務所に収監されたが、そこにはかつて彼がHUACで召喚した「ハリウッド・テン」のレスター・コールとリング・ラードナー・ジュニアも服役していた。

## 出所後
出所後、トーマスはニュージャージー州バーゲン郡で3つの週刊新聞の編集者兼発行人となった。1952年のクリスマス・イヴにハリー・S・トルーマン大統領はトーマスを赦免した。1954年、トーマスは政界復帰を目指して共和党から出馬したが敗退した。

## 死去
トーマスは1970年にフロリダ州セントピーターズバーグで亡くなった。75歳だった。彼は火葬され、遺灰はコネチカット州ミスティックのエルムグローブ墓地に埋葬された。

## 大衆文化での描写
- 『トランボ ハリウッドに最も嫌われた男』 - 2015年の映画。ジェームズ・デュモンがトーマスを演じた[11]。
- 『赤狩り THE RED RAT IN HOLLYWOOD』 - 山本おさむの漫画。2017年-2021年。非米活動委員会での喚問や逮捕後の様子が描かれる。

## 関連文献
- Caballero, Raymond. McCarthyism vs. Clinton Jencks. Norman: University of Oklahoma Press, 2019.